# La Malédiction des pharaons (film)
Pour les articles homonymes, voir La Malédiction des pharaons et The Mummy.
Série
Les Maléfices de la momie
(1964)
Pour plus de détails, voir Fiche technique et Distribution.
La Malédiction des pharaons (The Mummy) est un film britannique réalisé par Terence Fisher, sorti en 1959. C'est une reprise du film La Momie de Karl Freund (1932).

## Synopsis
Trois archéologues anglais (John Banning, son père Stephen Banning, ainsi que son oncle Joseph Whemple) découvrent le tombeau de la princesse Ananka, la grande prêtresse égyptienne du temple de Karnak, morte il y a quatre mille ans. Ils sont victimes d'une malédiction pour avoir réveillé le garde sacré du tombeau, la momie Kharis.

## Fiche technique
- Titre français : La Malédiction des pharaons
- Titre original : The Mummy
- Réalisation : Terence Fisher
- Scénario : Jimmy Sangster
- Costumes : Molly Arbuthnot
- Photographie : Jack Asher
- Montage : Alfred Cox et James Needs
- Musique : Franz Reizenstein
- Production : Michael Carreras
- Société de production : Hammer Film Productions
- Pays de production : Royaume-Uni
- Format : Couleurs - 35 mm - 1,66:1 - Mono
- Genre : Fantastique
- Durée : 88 min
- Dates de sortie : 
  - Royaume-Uni : 25 septembre 1959
  - France : 30 décembre 1959
- Affiche : Guy-Gérard Noël (France)

## Distribution
- Peter Cushing (VF : René Arrieu) : John Banning
- Christopher Lee (VF : Jacques Beauchey) : Kharis / la momie
- Yvonne Furneaux (VF : Nadine Alari) : Isabelle Banning / Princesse Ananka
- George Pastell (VF : Claude Bertrand) : Mehemet Bey
- Raymond Huntley (VF : Pierre Morin) : Joseph Whemple
- Felix Aylmer : Stephen Banning
- Eddie Byrne (VF : Maurice Dorleac) : l'inspecteur Mulrooney
- Michael Ripper : L'ivrogne
- Harold Goodwin (VF : Jean Berton) : Pat
- John Stuart (VF : Paul Ville) : Le coroner
- George Woodbridge (VF : Marcel Painvin) : L'agent de police Blake
- Willoughby Gray : Dr. Reilly